# Michelangelov pojav
Michelangelov pojav je pojav, opazovan s strani psihologov, pri katerem medsebojno odvisna posameznika vplivata drug na drugega in se »klešeta«. Čez čas Michelangelov pojav povzroči, da se razvijeta v smeri svojega idealnega jaza.
Michelangelov pojav je bil poimenovan po Michelangelu Buonarrotiju, ki bi naj gledal na klesanje kot proces razkrivanja in odkrivanja figure skrite v kamnu. Termin je leta 1999 predlagal skupaj s kolegi ameriški psiholog Stephen Michael Drigotas.